# باد شلما
باد شلما (به آلمانی: Bad Schlema) یک شهر در آلمان است که در ارتسگبیرگسکرایس واقع شده‌است. باد شلما ۵٬۴۵۱ نفر جمعیت دارد.